# Steirischer Herbst
Der Steirische Herbst (Eigenschreibweise steirischer herbst) ist ein interdisziplinäres Festival für zeitgenössische Kunst. Er findet seit 1968 jedes Jahr in Graz und der übrigen Steiermark statt und vernetzt mit je unterschiedlicher Gewichtung bildende Kunst, Performance, Theater, Oper, Musik und Literatur. Der Steirische Herbst ist ein „produzierendes Festival“, das Programm besteht vorwiegend aus Auftragsarbeiten und Uraufführungen.

## Name
Der Name des Festivals geht vermutlich auf einen Gedichttitel des steirischen Mundartdichters Hans Kloepfer zurück. Er spielt auf die Bedeutung der Landwirtschaft in der Region an, der er die Ernte geistiger Früchte gegenüberstellt. Der damalige Kulturlandesrat und Gründer des Steirischen Herbst Hanns Koren (ÖVP) war ein Bewunderer Kloepfers, der als Anhänger des Nationalsozialismus jedoch umstritten war und ist.

## Künstlerische Leitung / Intendanzen
In den ersten Jahren wurde der Steirische Herbst von Gremien (Programmkuratorium bzw. -direktorium) geleitet, die mit den wesentlichsten Protagonisten des steirischen Kulturlebens besetzt waren. Ab 1983 wurden Intendanten und Intendantinnen bestellt, die für das Programm verantwortlich zeichneten:
- Peter Vujica, 1983–1989[3]
- Horst Gerhard Haberl, 1990–1995[3]
- Christine Frisinghelli, 1996–1999[3]
- Peter Oswald, 2000–2005[3]
- Veronica Kaup-Hasler, 2006–2009; 2010–2014[4][5]; 2015–2017[6]
- Ekaterina Degot, 2018–2022;[7] 2023–[8]

## Geschichte

### 1968–1982
Bereits vor der eigentlichen Gründung fand 1967 eine Veranstaltungsreihe mit dem Namen „Steirischer Herbst“ statt, die viele Bestandteile des späteren Festivals umfasste: die Steirische Akademie, die Dreiländer-Biennale Trigon und die Internationalen Malerwochen der Neuen Galerie Graz. An der ersten Ausgabe 1968 wirkten weitere Institutionen mit, etwa die Vereinigten Bühnen Graz (Schauspielhaus Graz, Oper Graz), das ORF-Landesstudio Steiermark, die Hochschule für Musik und darstellende Kunst und die Künstlervereinigung Forum Stadtpark. 1968 fand auch das erste Musikprotokoll statt. Die von Emil Breisach gegründete Plattform für zeitgenössische und experimentelle Musik ist bis heute Teil des Festivals. Der vorzeitige Abbruch einer Podiumsdiskussion zur Situation der zeitgenössischen Kunst brachte dem Steirischen Herbst in seinem Gründungsjahr seinen ersten „Skandal“ ein.
Das Festival wandte sich in den ersten Jahren vor allem der (internationalen) Avantgarde zu, die unter den Nationalsozialisten verboten oder marginalisiert worden war. Der Widerspruch zwischen seinem progressiven und oft gesellschaftskritischen Programm und seinem konservativen Umfeld war charakteristisch für den Steirischen Herbst. Neben Koren waren etwa auch der ÖVP-Politiker Paul Kaufmann und Erich Marckhl, der Mitglied der illegalen NSDAP gewesen war, im Gründungskomitee.
Zu den frühen Höhepunkten zählten Premieren von Ödön von Horváth (inszeniert von Gerald Szyszkowitz), Harald Sommer, Peter Handke und György Ligeti sowie Opernaufführungen von Krzysztof Penderecki und Ernst Krenek. Im Bereich der bildenden Kunst fanden unter anderem eine Personale zu Bruno Munari, die Trigon-Biennale „Intermedia urbana“ und die Ausstellungen „Körpersprache ‒ Bodylanguage“ (mit Vito Acconci, Trisha Brown, Valie Export, Bruce Nauman, Arnulf Rainer u. a.) und „Kunst als Lebensritual“ (mit John Baldessari, Shigeko Kubota, Les Levine, Dennis Oppenheim, Friederike Pezold u. a.) viel Beachtung. Für Skandale sorgten auch die Festivalplakate, insbesondere das Motiv von 1972, das einen korpulenten Mann von hinten zeigt, der seine Hose – je nach Interpretation – hochzieht oder runterlässt.
Im Laufe der Siebziger wurde das Programm nach und nach erweitert. Hinzu kamen die Grazer Filmtage, das Symposion über Fotografie, ein Kinder- und Jugendprogramm sowie Kleinkunst und Zirkusveranstaltungen (mit dem ersten Auftritt des Circus Roncalli). Darüber hinaus gab es erstmals eigene Reihen für Jazz (mit Auftritten von Anthony Braxton und McCoy Tyner) und Tanz (unter anderem mit einer Auftragsarbeit von Laura Dean). Ausstellungen wurden in dieser Zeit vor allem von Horst Gerhard Haberl und der Produzentengruppe pool sowie von Wilfried Skreiner, dem Leiter der Neuen Galerie Graz, kuratiert. Für das Projekt „Künstlerschaufenster“ (mit Laurie Anderson, Artist Placement Group, Daniel Spoerri u. a.) waren 1979 Peter Pakesch und Peter Weibel verantwortlich, die später regelmäßig beim Steirischen Herbst aktiv waren.
Im Bereich des Theaters wurden vorwiegend Werke österreichischer Autoren und Autorinnen (z. B. Elfriede Jelinek, Ernst Jandl und Gerhard Roth) uraufgeführt. Aufsehen erregte 1975 vor allem Wolfgang Bauers „Gespenster“. Die Produktion, die vom ORF übertragen wurde, wurde in der Öffentlichkeit hitzig diskutiert und zog Rufe nach einer Abschaffung des Festivals nach sich. Hanns Koren konnte dies, nicht zuletzt durch eine Rede im Landtag, verhindern. Ihm folgte 1976 Kurt Jungwirth (ÖVP) als Präsident des Steirischen Herbst. Für Kontroversen sorgte 1981 auch Hermann Nitsch und sein Orgien-Mysterien-Theater, von dem sich Bürgermeister Alexander Götz (FPÖ) und Kulturreferent Heinz Pammer (ÖVP), beide Mitglieder im Präsidium des Festivals, vehement distanzierten.

### 1983–1989
Von 1983 bis 1989 wurde der Steirische Herbst erstmals von einem Intendanten geleitet: Peter Vujica, der in den frühen Jahren bereits für das Musikprotokoll verantwortlich war. Als Festivalintendant setzte Vujica auf eine Vermischung von E- und U-Musik. Neben Uraufführungen von Komponisten und Komponistinnen wie Luna Alcalay, Olga Neuwirth und Friedrich Cerha lud er auch Industrial- und Post-Punk-Bands wie Laibach, Fad Gadget, The Fall und Der Plan oder Grenzgänger wie Glenn Branca nach Graz ein. Abgesehen von Premieren von deutschsprachigem Gegenwartstheater (Heiner Müller, Herbert Achternbusch) fanden in den Achtzigern auch einige internationale Uraufführungen statt, zum Beispiel von Julio Cortázar und Samuel Beckett, der sein letztes Stück und seine einzige Auftragsarbeit (Was wo) für den Steirischen Herbst schrieb.
Vujica stellte die Festivalausgaben vermehrt unter ein bestimmtes Leitmotiv, so etwa „Animal Art“ 1987, das sich mit lebenden, echten Tieren in der Kunst auseinandersetzte (mit künstlerischen Beiträgen von Henning Christiansen, General Idea, Lili Fischer, Richard Kriesche, Christina Kubisch, Nam June Paik u. a.). Anlass für diese Ausgabe war ein Protest von Tierschützern 1985, die die Nutzung der Lurgrotte für ein Jazzkonzert von George Gruntz verhindern wollten, um die lokale Fledermausbevölkerung zu schützen. (Das Konzert wurde schließlich ohne Publikum aufgezeichnet.)
Das Leitmotiv für das Jahr 1988 lautete „Schuld und Unschuld der Kunst“ und führte zur wahrscheinlich berühmtesten Ausgabe des Steirischen Herbsts, der sich anlässlich des 50. Jahrestags des „Anschlusses“ mit der NS-Vergangenheit Österreichs auseinandersetzte. Insbesondere das von Werner Fenz kuratierte Projekt „Bezugspunkte 38/88“ mit Kunst im öffentlichen Raum erregte die Gemüter. Mehrere Werke wurden Opfer von Vandalismus, etwa eine Klanginstallation von Bill Fontana, bei der Kabel durchgeschnitten wurden, und eine Skulptur von Hans Haacke, auf die ein Brandanschlag verübt wurde. Die Nutzung des öffentlichen Raums und das übergreifende Festivalthema sind seitdem charakteristisch für den Steirischen Herbst.

### 1990–1999
Auf Vujica folgte 1990 Horst Gerhard Haberl als Leiter des Festivals. Er stellte seine gesamte Intendanz (bis 1995) unter das Motto einer „Nomadologie der Neunziger“. Haberl wollte sich vom Begriff der Avantgarde lösen, ohne auf den der Postmoderne zurückzugreifen, und schlug deshalb in Zusammenarbeit mit dem Philosophen Peter Strasser und inspiriert von Vilém Flusser sowie Gilles Deleuze und Félix Guattari „Mobilität“ als dritten Weg vor. Dafür rief der Steirische Herbst auch zwei Schriftenreihen ins Leben, herbstschrift und herbstbuch.
Einen bleibenden Eindruck im Grazer Stadtbild hinterließ Hartmut Skerbischs Skulptur Lichtschwert, eine Kopie des Trägergerüsts der Freiheitsstatue mit Schwert statt Fackel, die 1992 für die Festivalausgabe America nowhere entstand und heute neben der Oper steht. Im selben Jahr wurde eines der letzten Stücke von John Cage als Auftragswerk des Musikprotokolls uraufgeführt. Zu den Bühnenhighlights von Haberls Intendanz zählten unter anderem Aufführungen von Werner Schwab und Botho Strauß (in der Regie von Leander Haußmann) sowie Auftritte von La Fura dels Baus und die Premiere von Tomaž Pandurs Russische Mission.
Im Bereich der bildenden Kunst kuratierte Peter Weibel die letzten Trigon-Biennalen zu Themen wie Identität : Differenz und Kontext Kunst. Bereits ab den späten 1980ern gab es einen regen Austausch zwischen der Grazer und der Kölner Kunstszene beim Steirischen Herbst (mit Cosima von Bonin, Martin Kippenberger, Jutta Koether, Jörg Schlick u. a.), der sich im Laufe der 1990er intensivierte und auch zu einer Zusammenarbeit mit der Musikzeitschrift Spex führte, deren Chefredakteur Christoph Gurk 1998 Kurator beim Festival wurde.
Davor löste Christine Frisinghelli Haberl als Intendant ab, der sich nach eigenen Worten mit einer geplanten Neustrukturierung des Festivals nicht gegen den „parteipolitischen Pragmatismus der entscheidenden Landespolitiker“ durchsetzen konnte. Frisinghelli, die seit 1979 das Symposion für Fotografie geleitet hatte, lenkte den Steirischen Herbst weiter Richtung Diskurs und Popkultur und setzte postkoloniale Akzente. Als wegweisend gilt die von Weibel kuratierte Ausstellung Inklusion : Exklusion. Kunst im Zeitalter von Postkolonialismus und globaler Migration (1996). In den Neunzigern wurde das Festival insgesamt globaler, war mit Reihen wie dem Hör-Fest Steinach und der Mürz Werkstatt aber auch verstärkt in der Steiermark präsent.
Den vorerst letzten großen Skandal erlebt der Steirische Herbst 1998 mit der Aktion Künstler gegen Menschenrechte – Chance 2000 für Graz von Christoph Schlingensief, bei der dieser Obdachlose zum Pfahlsizten einlud, wogegen die FPÖ bereits vorab protestierte.

### 2000–2017
Im Jahr 2000 übernahm Peter Oswald die Leitung des Festivals, der wie Vujica bereits das Musikprotokoll verantwortet hatte. In seine Intendanz fielen das Grazer Kulturhauptstadtjahr und die Eröffnung der Helmut-List-Halle 2003, die dem „nomadischen“ Festival eine fixe Spielstätte bieten sollte.
Mit hochkarätigen Uraufführungen im Bereich des Musiktheaters rückte Oswald die Neue Musik wieder in den Fokus, bei seiner ersten Festivalausgabe etwa mit einem Auftragswerk von Wolfgang Mitterer. Beat Furrers Begehren wurde von Opernwelt zur Uraufführung des Jahres 2002/03 gewählt, während Rebecca Saunders die Musik zu einer choreografischen Installation von Sasha Waltz beisteuerte. Darüber hinaus feierte Händl Klaus seinen Durchbruch als Dramatiker mit (wilde) – der mann mit den traurigen augen (2003), das sowohl zu den Mülheimer Theatertagen wie zum Berliner Theatertreffen eingeladen wurde. Im Bereich der bildenden Künste zeichneten Stella Rollig (Hers. Video als weibliches Terrain), Peter Pakesch (Abbild) sowie Zaha Hadid und Patrik Schumacher (Latente Utopien) für Ausstellungen verantwortlich. Eine Schau zu Rudi Gernreich wurde vom Institute of Contemporary Art in Philadelphia übernommen.

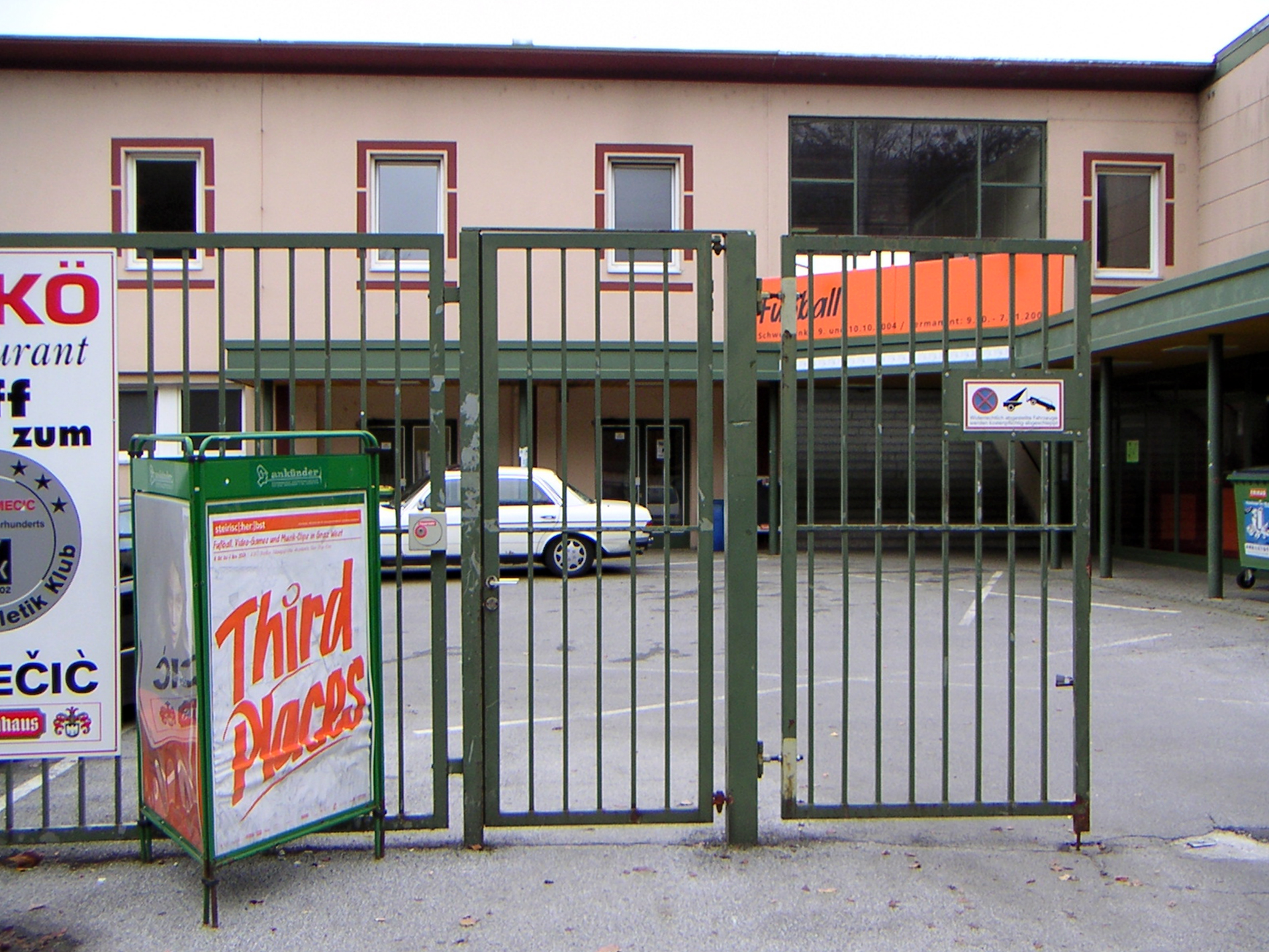
Steirischer Herbst 2004, Third Places, ASKÖ-Stadion Graz-Eggenberg

Im Jahr 2005 wurde das Festival, das seit den 1970ern von einer GesbR, einer GmbH und einem Verein gesteuert wurde, rechtlich umstrukturiert und ist seitdem als GmbH zu zwei Dritteln im Besitz des Landes Steiermark und zu einem Drittel in dem der Stadt Graz.
Im folgenden Jahr löste Veronica Kaup-Hasler Oswald ab und blieb bis 2017 Intendantin – die bis dato längste Amtsperiode. Kaup-Hasler legte einen Schwerpunkt auf Performance und experimentelle Theaterproduktionen mit vielen internationalen Koproduktionen. So waren etwa Aufführungen von Nature Theater of Oklahoma, Lola Arias, Tim Etchells und Forced Entertainment, Anne Teresa De Keersmaeker, Young Jean Lee, Needcompany, Rimini Protokoll, Signa, Gisèle Vienne und Apichatpong Weerasethakul beim Steirischen Herbst zu sehen. Von 2007 bis 2017 war der Steirische Herbst Mitglied des von der EU geförderten, 2007 gegründeten Festivalnetzwerks NXTSTP.
Für Ausstellungen wurden regelmäßig Gastkuratorinnen engagiert, etwa Sabine Breitwieser für das zweijährige Projekt Utopie und Monument (mit Kader Attia, Nairy Baghramian, Ayşe Erkmen, Isa Genzken, John Knight, Andreas Siekmann u. a.).

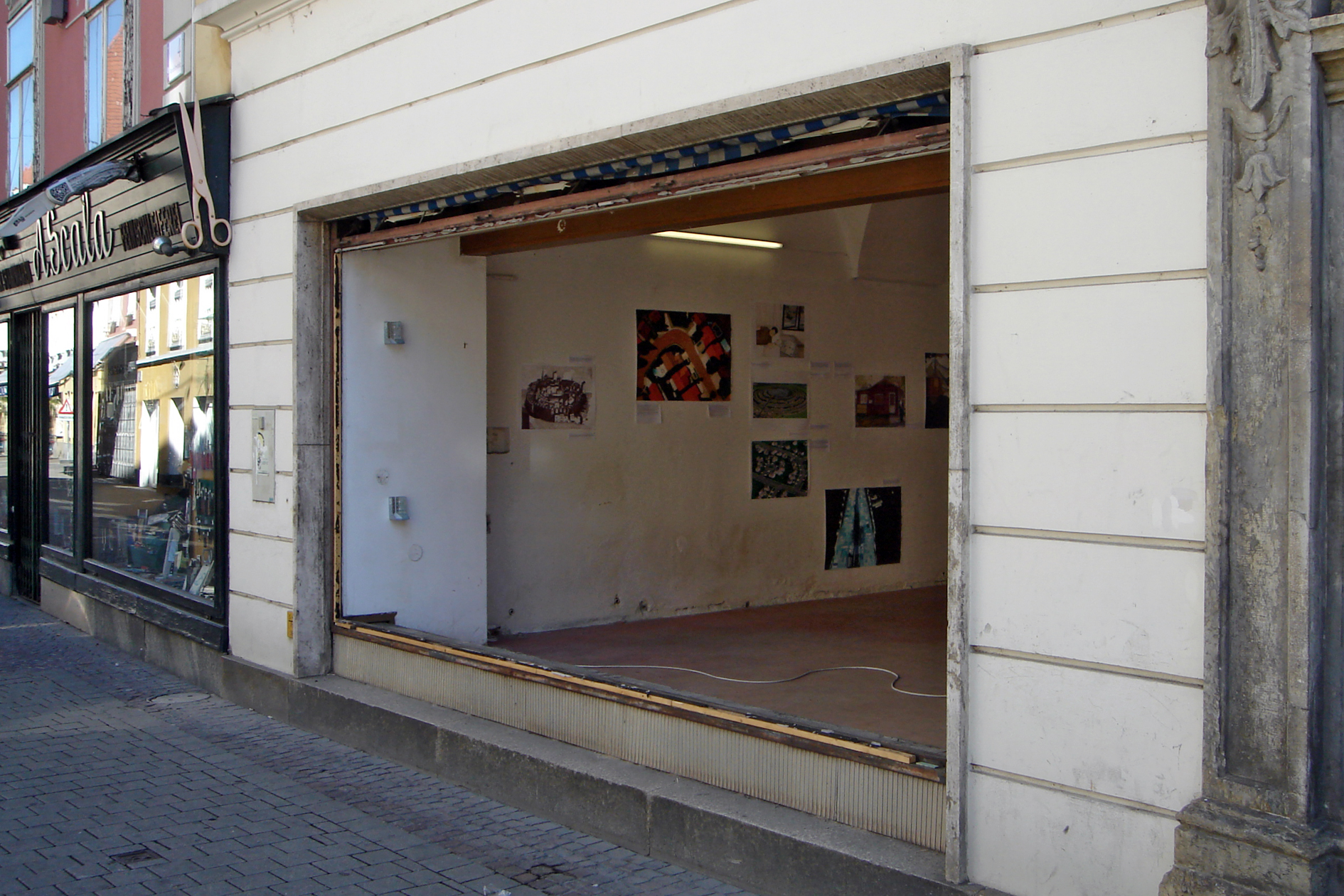
Steirischer Herbst 2006, traurig sicher, im Training, Palais Thinnfeld

Ein Markenzeichen von Kaup-Haslers Intendanz war das jährlich von einem anderen Architekturbüro gestaltete temporäre Festivalzentrum (2011 als Festivaldistrikt in der Mariahilferstraße). Im Jahr 2012 – das Leitmotiv lautete „Truth Is Concrete“ – fand hier eines der ungewöhnlicheren Projekte der Festivalgeschichte statt: ein „24/7-Marathon-Camp“, bei dem 200 Teilnehmer nonstop über Politik und Kunst diskutierten. Auch abseits dieses Events gab es zahlreiche Diskurs-Reihen während Kaup-Haslers Intendanz.

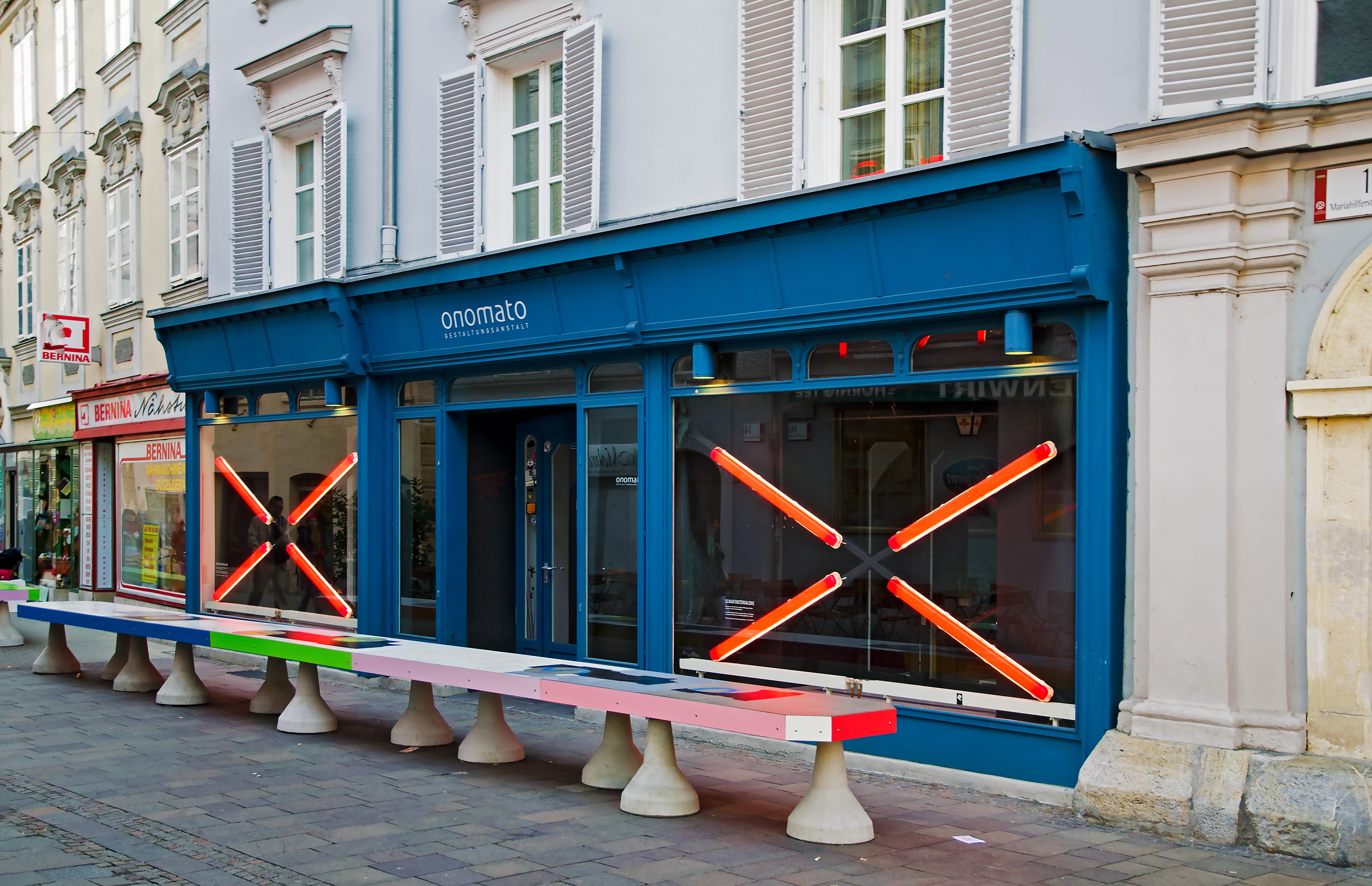
Steirischer Herbst 2011, Festivaldistrikt: Laden, Mariahilferstraße 13

Im Jahr 2017 fand der Steirische Herbst zum 50. Mal statt. Aus diesem Anlass verfilmte das Performancekollektiv Nature Theater of Oklahoma Elfriede Jelineks Roman Die Kinder der Toten. Der Film gewann unter anderem den FIPRESCI-Preis auf der Berlinale und lief auf dutzenden Festivals. Darüber hinaus wurde eine Online-Datenbank zur Festivalgeschichte erstellt wie auch eine Jubiläumsausstellung im Graz Museum gezeigt. In den ersten 50 Festivaljahren besuchten mehr als drei Millionen Menschen das Festival.

### 2018–heute
Im Jahr 2018 wurde Ekaterina Degot Intendantin des Festivals. Stärker noch als ihre Vorgängerin fasste sie einzelne Programmpunkte unter einem Thema zusammen und konzipierte den steirischen herbst als „Parcours“ mit über der Stadt verteilten Ausstellungen, Installationen und Performances. Die bildende Kunst nahm wieder eine zentralere Stellung ein als bei Oswald und Kaup-Hasler.
Angesichts der COVID-19-Pandemie nutzte das Festival unterschiedliche Konzepte, um trotzdem stattfinden zu können. Im Jahr 2020 wurde ein Streamingdienst mit Videokunst namens „Paranoia TV“ ins Leben gerufen, 2021 verlagerte man die Veranstaltungen größtenteils ins Freie. Die Ausgaben der Jahre 2022 und 2023 standen im Zeichen des Ukraine-Kriegs und weiterer Krisen. Die bereits 57. Festivalausgabe von 2024 steht unter dem Motto Horror Patriae – ein Wortspiel aus amor patriae (der Liebe zum Vaterland) und horror vacui (der Angst vor der Leere).
Gezeigt wurden seit 2018 u. a. Auftragswerke von Alice Creischer, Josef Dabernig, Lawrence Abu Hamdan, Boris Charmatz, Thomas Hirschhorn, Thomas Hörl, Jakob Lena Knebl, Peter Kozek, Oscar Murillo, Joanna Rajkowska, Roee Rosen, Tino Sehgal, Hito Steyerl und Meg Stuart.
Degot wurde 2020 als erste Festivalintendantin in die Power-100-Liste von ArtReview aufgenommen und auch von Monopol unter die 100 einflussreichsten Persönlichkeiten der Kunstwelt gewählt.
Am 18. September 2024 wurde ein Plakat (Fiktion: Wahlwerbung der EPÖ, Einheitspartei Österreich), das in der Grazer Innenstadt am Kapistran-Pieller-Platz aufgestellt wurde und Teil einer Kunstaktion ist, von der Polizei mit blauer Plane  abgedeckt, da diese einen Verstoß gegen das Verbotsgesetz vermutet.

## Beteiligte Institutionen
An der Gründung des Festivals waren die wichtigsten steirischen Kulturinstitutionen beteiligt. Ab 1975 produzierte der Steirische Herbst eigene Veranstaltungen, die nach und nach in den Mittelpunkt des Programms rückten. Kooperationen mit den unterschiedlichsten Partnern gehören aber weiterhin zum festen Bestandteil des Festivals. Darunter waren bislang z. B.: Kunsthaus Graz, Medienturm, Camera Austria, pool, Theater im Bahnhof, Literaturhaus Graz, manuskripte, schreibkraft, Kulturzentrum Wolkenstein, kunsthaus muerz (Mürzzuschlag), Jugendmusikfest Deutschlandsberg, K.U.L.M. (Pischelsdorf), Pavelhaus, STUBENrein (Murau), CLIO Verein für Geschichte und Bildungsarbeit.

## Spielstätten
Der Steirische Herbst verfügte lediglich in den Jahren 2003 bis 2005 mit der Helmut-List-Halle über eine eigene Spielstätte, die seitdem weiterhin genutzt, aber nicht mehr vom Festival betrieben wird. Für den Rest war und ist das Festival darauf angewiesen, Räumlichkeiten in Graz und der Steiermark anzumieten oder selbst zu finden und zu adaptieren. Projekte wurden bereits in aufgelassenen Industriehallen, Schwimmbädern and anderen Leerständen und häufig im öffentlichen Raum realisiert.
Darüber hinaus eröffnet das Festival seit Mitte der 1990er-Jahre regelmäßig „herbst-Bars“ an diversen Orten in Graz. Unter der Intendanz von Veronica Kaup-Hasler wurden zudem Festivalzentren als zentrale Spielorte genutzt, die seit 2018 zu Besucher- und Pressezentren umgestaltet wurden.